# Brassaiopsis sumatrana
Brassaiopsis sumatrana là một loài thực vật có hoa trong Họ Cuồng cuồng. Loài này được (Miq.) Ridl. mô tả khoa học đầu tiên năm 1917.